# Staurogyne batuensis
Staurogyne batuensis är en akantusväxtart som beskrevs av Cornelis Eliza Bertus Bremekamp. Staurogyne batuensis ingår i släktet Staurogyne och familjen akantusväxter. Inga underarter finns listade i Catalogue of Life.